# Jerzywisniewskia alwini
Jerzywisniewskia alwini es una especie de arácnido del orden Mesostigmata de la familia Uropodidae que tiene escarabajos como huéspedes.

## Distribución geográfica
Se encuentra en Argentina.